# Dajana Eitberger
Dajana Eitberger (Ilmenau, 7 de enero de 1991) es una deportista alemana que compite en luge en las modalidades individual y doble.
Participó en los Juegos Olímpicos de Pyeongchang 2018, obteniendo una medalla de plata en la prueba individual.
Ganó nueve medallas en el Campeonato Mundial de Luge, entre los años 2016 y 2025, y cinco medallas en el Campeonato Europeo de Luge entre los años 2014 y 2023.

## Palmarés internacional
| Juegos Olímpicos   | Juegos Olímpicos            | Juegos Olímpicos  | Juegos Olímpicos       |
| Año                | Lugar                       | Medalla           | Prueba                 |
| ------------------ | --------------------------- | ----------------- | ---------------------- |
| 2018               | Pyeongchang (Corea del Sur) | Medalla de plata  | Individual             |
| Campeonato Mundial |                             |                   |                        |
| Año                | Lugar                       | Medalla           | Prueba                 |
| 2016               | Königssee (Alemania)        | Medalla de bronce | Individual (velocidad) |
| 2019               | Winterberg (Alemania)       | Medalla de bronce | Individual (velocidad) |
| 2021               | Königssee (Alemania)        | Medalla de bronce | Individual             |
| 2021               | Königssee (Alemania)        | Medalla de bronce | Individual (velocidad) |
| 2023               | Oberhof (Alemania)          | Medalla de oro    | Individual (velocidad) |
| 2023               | Oberhof (Alemania)          | Medalla de bronce | Individual             |
| 2024               | Altenberg (Alemania)        | Medalla de oro    | Equipo                 |
| 2025               | Whistler (Canadá)           | Medalla de plata  | Doble mixto            |
| 2025               | Whistler (Canadá)           | Medalla de bronce | Doble                  |
| Campeonato Europeo |                             |                   |                        |
| Año                | Lugar                       | Medalla           | Prueba                 |
| 2014               | Sigulda (Letonia)           | Medalla de bronce | Individual             |
| 2015               | Sochi (Rusia)               | Medalla de oro    | Individual             |
| 2015               | Sochi (Rusia)               | Medalla de oro    | Equipo                 |
| 2019               | Oberhof (Alemania)          | Medalla de bronce | Individual             |
| 2023               | Sigulda (Letonia)           | Medalla de plata  | Individual             |